# St. Stephanus (Heessen)

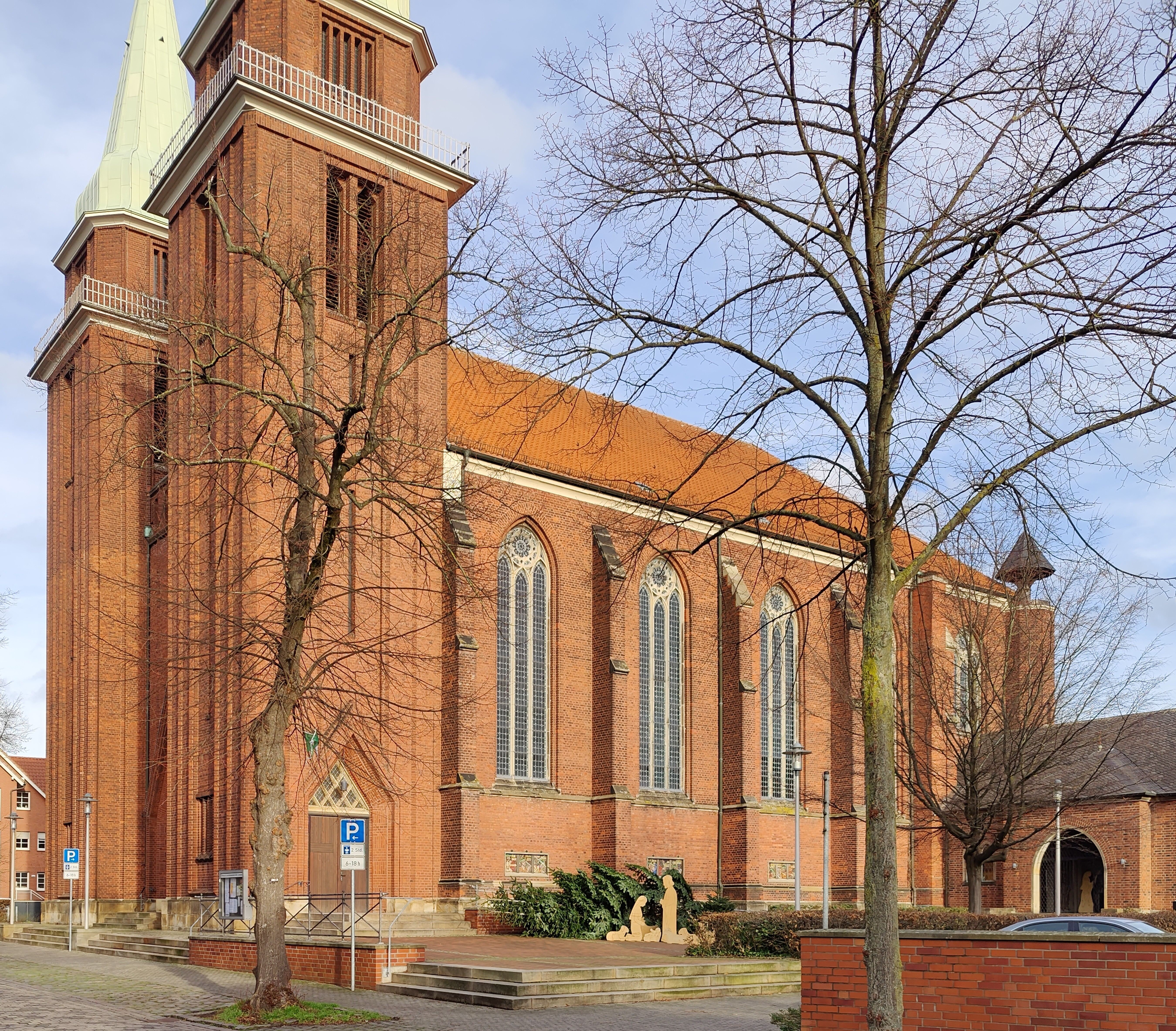
St. Stephanus in Hamm-Heessen

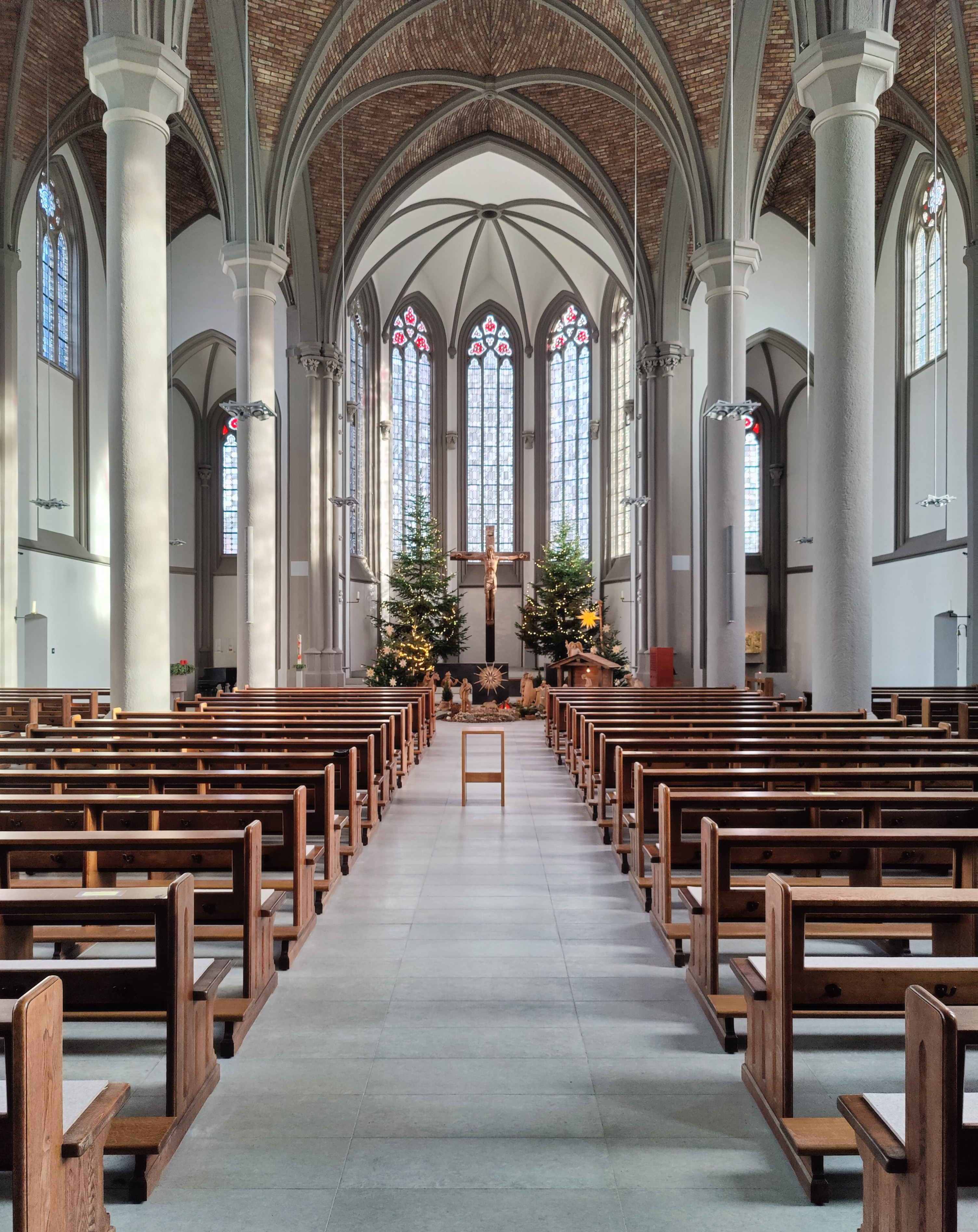
Blick zum Chor

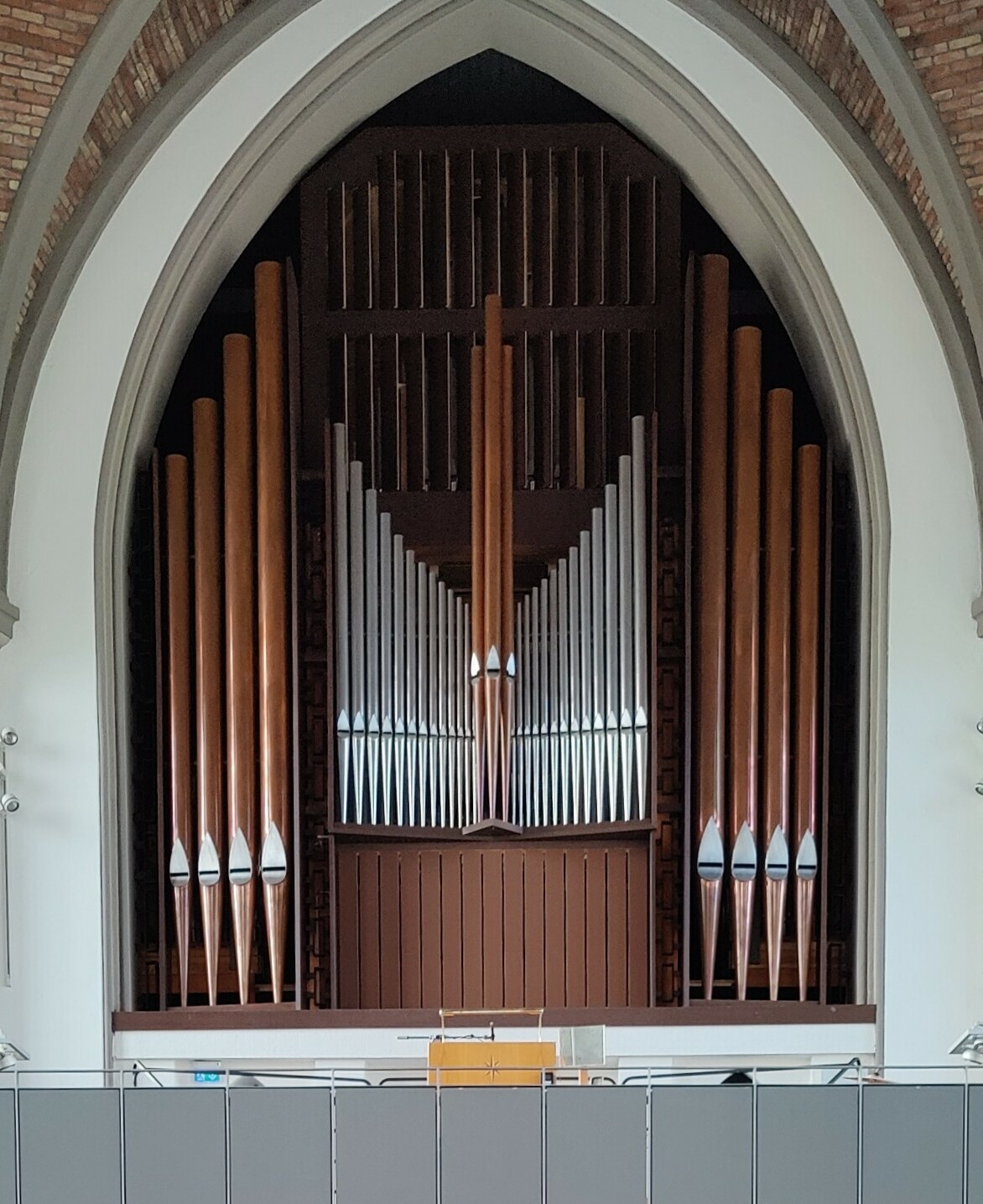
Orgel

St. Stephanus ist eine römisch-katholische Pfarrkirche in Heessen, einem Stadtbezirk der westfälischen Stadt Hamm. Seit 2004 ist sie die Pfarrkirche der neugegründeten Kirchengemeinde „Papst Johannes“.

## Geschichte
Eine gotische Hallenkirche des frühen 14. Jahrhunderts wurde 1863 bis auf ihren Westturm abgebrochen. Nachfolgend entstand als Neubau nach Plänen des Münsteraner Diözesanbaumeisters Hilger Hertel eine in Backstein errichtete, im Innern kreuzrippengewölbte neugotische Hallenkirche mit einem 7/10-Chorschluss und dreiseitigen Nebenapsiden. Die Grundsteinlegung fand am 30. April 1874 statt, die Weihe erfolgte am 13. Dezember 1876.
Im September 1915 zerstörte ein Blitzschlag den erhaltenen mittelalterlichen Kirchturm, an dessen Stelle 1935 eine Zweiturmfassade in den Formen des Backsteinexpressionismus nach Entwurf von Anton Sunder-Plassmann errichtet wurde. Nach Zerstörung im Zweiten Weltkrieg wurde die Kirche vereinfacht wiederaufgebaut, wobei die Gewölbe über Betonrippen in Sichtziegelbauweise neu aufgemauert wurden. 2012–2013 erfolgte eine Gesamtrestaurierung der Kirche.

## Orgeln
Die Stephanuskirche erhielt 2013 eine von Orgelbau Beckerath erbaute Orgel mit folgender Disposition:
| I Hauptwerk C–g3 |     |
| Bordun           | 16′ |
| Prinzipal        | 08′ |
| Spitzflöte       | 08′ |
| Gedeckt          | 08′ |
| Gambe            | 08′ |
| Octave           | 02′ |
| Mixtur V         | 02′ |
| Trompete         | 08′ |

| II Schwellwerk C–g3  |       |
| Diapason             | 8′    |
| Rohrflöte            | 8′    |
| Salicional           | 8′    |
| Voix céleste         | 8′    |
| Principal            | 4′    |
| Flûte octaviante     | 4′    |
| Sesquialter II       | 2 ⁄3′ |
| Octavin              | 2′    |
| Plein jeu IV         | 1 ⁄3′ |
| Trompette harmonique | 8′    |
| Basson-Hautbois      | 8′    |
| Clairon              | 4′    |
| Tremulant            |       |

| Pedal C–g1  |        |
| Untersatz   | 32′    |
| Principal   | 16′    |
| Subbass     | 16′    |
| Octavbass   | 08′    |
| Gedecktbass | 08′    |
| Choralbass  | 04′    |
| Nachthorn   | 02′    |
| Mixtur V    | 02 ⁄3′ |
| Posaune     | 16′    |
| Trompete    | 08′    |

- Koppeln:

Normalkoppeln: II/I, I/P, II/P
Suboktavkoppel: II/I, II
Superoktavkoppel: II/II
2016 wurde eine 1985 von Lukas Fischer in Rommerskirchen gebaute Chororgel erworben.
| Manual    |                   |
| Gedeckt   | 8′ (Bass/Diskant) |
| Flöte     | 8′ (Diskant)      |
| Rohrflöte | 4′                |
| Principal | 2′                |